# Barbecue (film 2014)
Barbecue è un film del 2014 diretto da Éric Lavaine.

## Trama
Il cinquantenne Antoine ha un attacco di cuore, che egli interpreta come un ammonimento ad aver maggior cura di sé stesso. Antoine nella sua esistenza ha però sempre prestato attenzione alla salute, al cibo, alla famiglia e ai problemi dei suoi amici e conoscenti. Si rende conto che è il momento di cambiare, il che però significa rivoluzionare anche gli altri.

(Antoine)
Così afferma egli stesso. Il malore diviene un'opportunità per riflettere sulla propria esistenza e sui rapporti umani con chi lo circonda. Lavoro, amori, rapporti sociali, paura d'invecchiare appaiono allora nella loro dimensione reale e più veritiera.
La vita appare ora, non come la gara per essere i primi, amati, simpatici. Antoine comprende come sia più importante scoprire i valori reali dell'esistere al di là di ipocrisie e finte relazioni sociali.

## Distribuzione
- 30 aprile 2014 in Francia (Barbecue)
- 11 settembre 2014 in Italia (Barbecue)